# Hrůza na jevišti
Hrůza na jevišti / Tréma (v originále Stage Fright) je méně známý film Alfreda Hitchcocka. Děj se točí okolo vraždy manžela herečky (Marlene Dietrich), z které je podezřelý její milenec.